# Grive musicienne
Turdus philomelos
Espèce
Synonymes
- Turdus musicus Linnaeus, 1758[1]
- Turdus ericetorum Turton, 1807

Statut de conservation UICN

 LC  : Préoccupation mineure
Répartition géographique
- Vert: habitat permanent
- Jaune: zone de nidification
- Bleu: habitat d'hiver

La Grive musicienne (Turdus philomelos) est une espèce de passereaux de la famille des Turdidés.

## Description
Petite grive marron sur la partie supérieure et blanc-beige sur la partie inférieure, avec des taches foncées sur la poitrine et le ventre. Les jeunes sont plus roux que les adultes et ont le dessus tacheté de jaune et de brun. Les deux sexes sont identiques. 
L'identification de la Grive musicienne peut être faite en regardant le dessous de l'aile lorsqu'elle est en vol ; dans le cas de la Grive musicienne cette zone est orangée ; alors que dans le cas de la Grive mauvis, elle est rouge ; dans le cas de la Grive draine et de la Grive litorne la zone est blanche.
D'une longueur de 22 cm à l'âge adulte, la Grive musicienne a une envergure de 33 à 36 cm pour une masse de 65 à 90 g.
Cette espèce a une espérance de vie de 10 ans en moyenne, mais peut atteindre les 14 ans.

## Comportement

### Alimentation
La Grive musicienne se nourrit de vers, de limaces, chenilles ou escargots, ainsi que de baies ou autres fruits.
La Grive musicienne recherche son alimentation principalement au sol. Friande d'escargots, elle a pour habitude de se servir d'une pierre comme enclume afin d'y casser leur coquille. Ce comportement lui est propre et n'est pas partagé par les autres espèces de Grives. Elle présente un exemple d'utilisation d'outil par un animal.

### Comportement social
Plutôt solitaire et discrète en général, la Grive musicienne vit le plus souvent seule ou en couple, sauf durant l'hiver pendant lequel elle se joint aux bandes de grives mauvis. Elle vole souvent au ras du sol sur de courtes distances cherchant à se cacher rapidement. Par contre, en migration, elle a un vol direct et puissant.

### Reproduction
Les Grives musiciennes passent l'hiver en Afrique du Nord ou en Europe méridionale et occidentale. En mars, les mâles reviennent les premiers et établissent leur territoire. Quelques jours après, arrivent les femelles qui choisissent un partenaire. En avril, le couple installe le nid dans un buisson, dans le lierre, sur une souche ou autres à une hauteur variant entre 1m et 4m[réf. nécessaire]. 
Puis la femelle construit un nid en forme de coupe, avec des tiges, de l'herbe, des mousses et des brindilles entrelacées et autres matériaux à sa disposition. Ce nid est facilement reconnaissable : le fond est lisse, recouvert d'un torchis séché constitué d'argile, de boue, de limon et de salive.
La femelle y pondra de 3 à 6 œufs bleutés, parsemés de taches sombres. Elle les couvera durant 12 à 14 jours. Les oisillons sont nidicoles, et sont donc nourris au nid par les parents pendant 2 semaines, puis iront à terre où les parents continueront à les alimenter durant 2 à 3 semaines. Cependant, la mère ne s'occupe que de 3 petits ; si elle en a plus, elle chasse les oisillons en dehors du nid et ne s'occupe plus d'eux. Le couple peut faire 2 ou 3 nichées annuelles. 

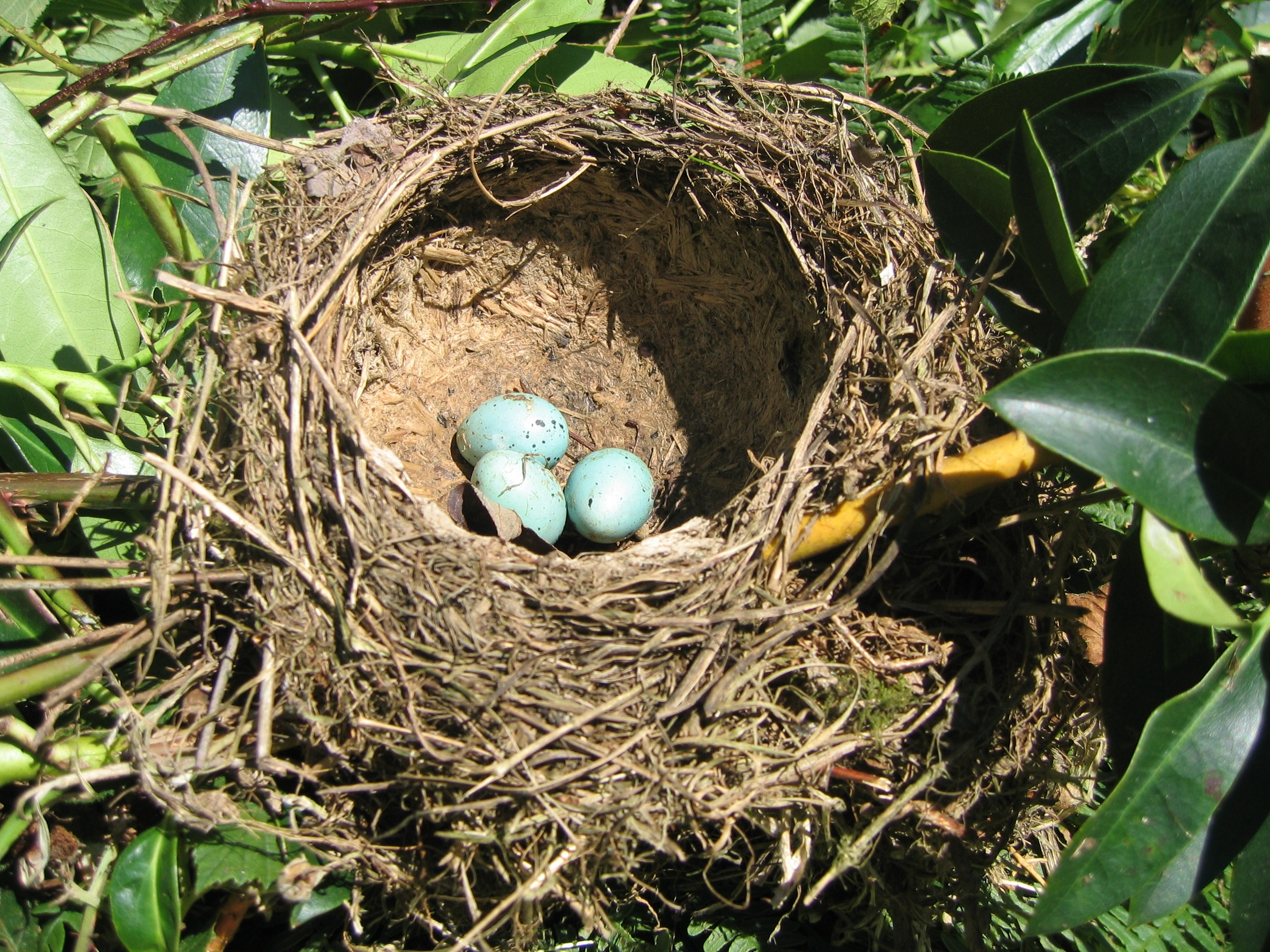
Nid de grive musicienne.
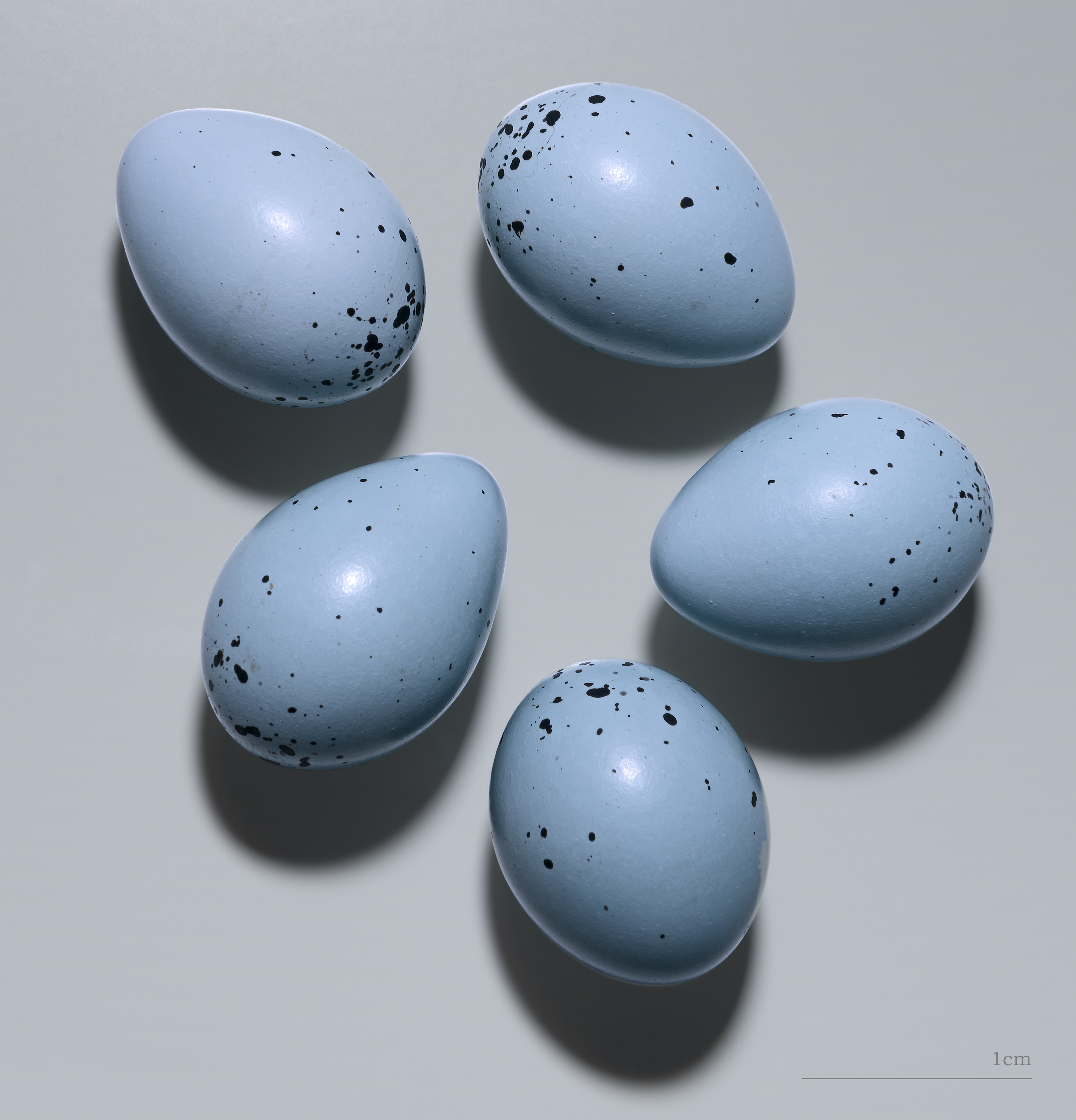
Ponte de 5 œufs au Muséum de Toulouse.
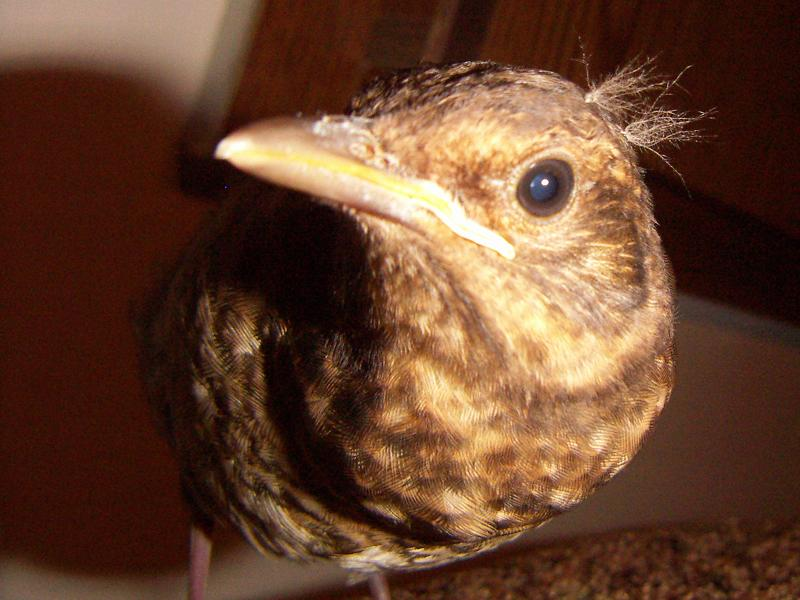
Jeune merle (Turdus merula), facile à confondre avec la jeune grive musicienne.
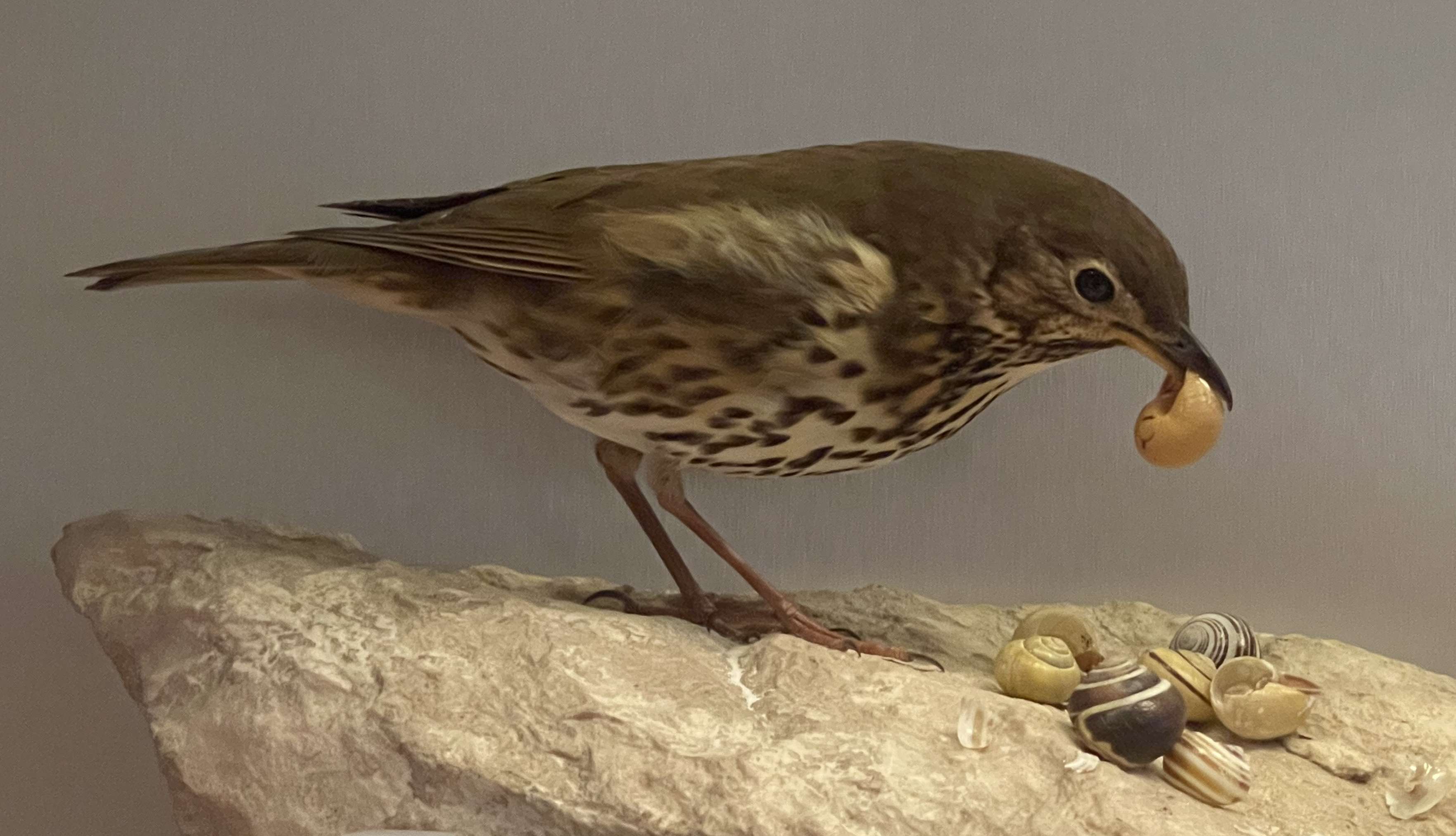
Spécimen naturalisé, Musée national d'Écosse, Édimbourg, Royaume-Uni.

### Chant
Le chant de la Grive musicienne est très complexe : un motif simple, sifflé trois ou quatre fois, puis un autre et encore un autre, avec parfois des imitations du chant d'autres espèces : « Pii-èh pii-èh pii-èh » puis « Kvièt kvièt » suivi de « Pii-èh pii-èh pii-èh », « Trruy trruy trruy, codidio codidio ». Pour corser le tout, la Grive musicienne imite très bien la fauvette des jardins et d'autres encore. Il faut écouter attentivement l'imitation pour détecter une pause ou un son anormal qui désigne alors la grive.

## Répartition et habitat

### Habitat
Moins sociale que la Grive mauvis, la Grive musicienne se rencontre dans les sous-bois, les bosquets, les grands jardins, les haies et les parcs urbains. Elle vit le plus souvent à l'ombre des ramures. 

### Migration
La Grive musicienne est une migratrice partielle nocturne, cette espèce quitte les sites de reproduction en août puis migre vers le Midi et le sud de l'Europe de la mi-septembre à novembre. Toutefois, certaines populations d'Europe occidentale sont sédentaires, ne se déplaçant que si elles sont chassées par de longues périodes de gel et d'enneigement. Les retours s'échelonnent de mars à mai. 

## Systématique
L'espèce a été décrite par l'ornithologue allemand Christian Ludwig Brehm en 1831.

### Sous-espèces
- T. p. hebridensis W. E. Clarke, 1913 — de l'ouest de l'Écosse (Hébrides extérieures, île de Skye, côte ouest) et ouest de l'Irlande ;
- T. p. clarkei E. J. O. Hartert, 1909 — de l'ouest de l'Europe ; hiverne dans l'ouest du bassin méditerranéen ;
- T. p. philomelos C. L. Brehm, 1831 — du centre et est de l'Europe, nord de l'Anatolie, région du Caucase et nord de l'Iran ; hiverne dans l'ouest et le sud de l'Europe, nord et nord-est de l'Afrique et Asie du Sud-Ouest ;
- T. p. nataliae Buturlin, 1929 — du centre et l'ouest de la Sibérie à l'Altaï ; hiverne dans l'est du bassin méditerranéen[4].

## La Grive musicienne et l'Homme

### Espèce invasive
La grive musicienne a été introduite en Nouvelle-Zélande, en Australie autour de Melbourne et dans les Nouvelles-Hébrides.

### Variétés domestiques
Il existe des variétés (brune, albinos ou satinée), issues d'élevage, et considérées comme étant un animal domestique en droit français. Les autres formes de cet oiseau relèvent donc de la législation concernant les animaux sauvages.